# Clipper (encenedor)

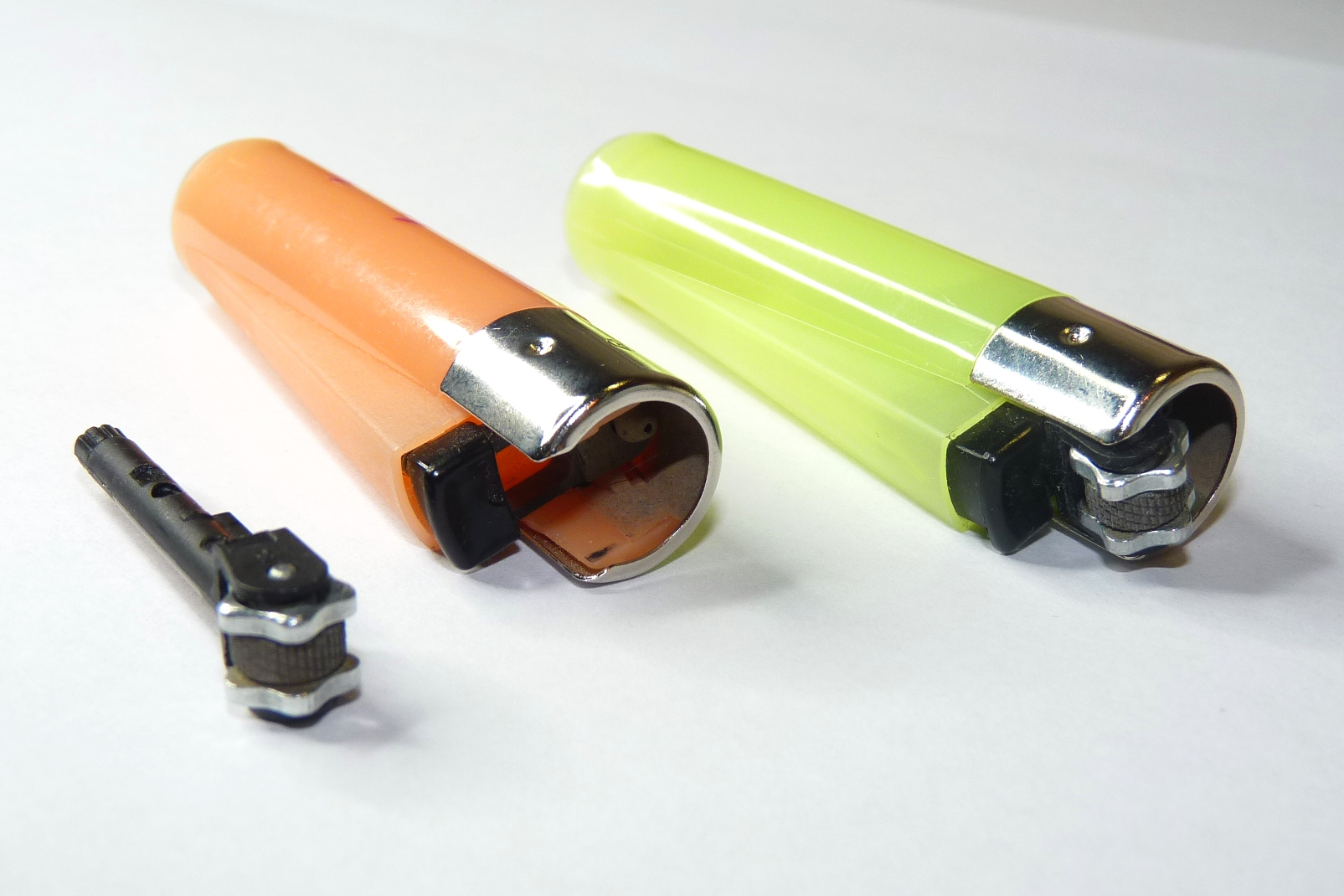
Encenedors Clipper

Clipper és la marca d'un tipus d'encenedor de gas, dissenyat per Enric Sardà, l'any 1959, i registrat per Flamagas. És una de les marques més importants i conegudes d'encenedors al món sencer. La majoria són produïts a Espanya, en una fàbrica prop de Barcelona, i la resta a Chennai (Índia) i a Xangai (Xina). El primer Clipper va ser creat el 1972 i actualment la producció ronda els 200 milions d'unitats per any. Els encenedors Clipper són habituals entre els col·leccionistes d'encenedors, pel fet que n'hi ha de diferents mides, dissenys i sèries.
Una altra gran avantatge de l'encenedor clipper és que és recarregable i té la pedra substituïble.